# Rasikkarivier
De Rasikkarivier (Zweeds: Rasikkajoki) is een rivier in de Zweedse  gemeente Kiruna. De rivier verzorgt de afwatering van het meer Rasikkajärvi van 5 hectare groot. De rivier stroomt naar het noordoosten weg  en is circa 15 kilometer lang.
Afwatering: Rasikkarivier → Åggojåkka → Lainiorivier → Torne → Botnische Golf.